# Mitsubishi 3000 GT
Pour les articles homonymes, voir GTO.

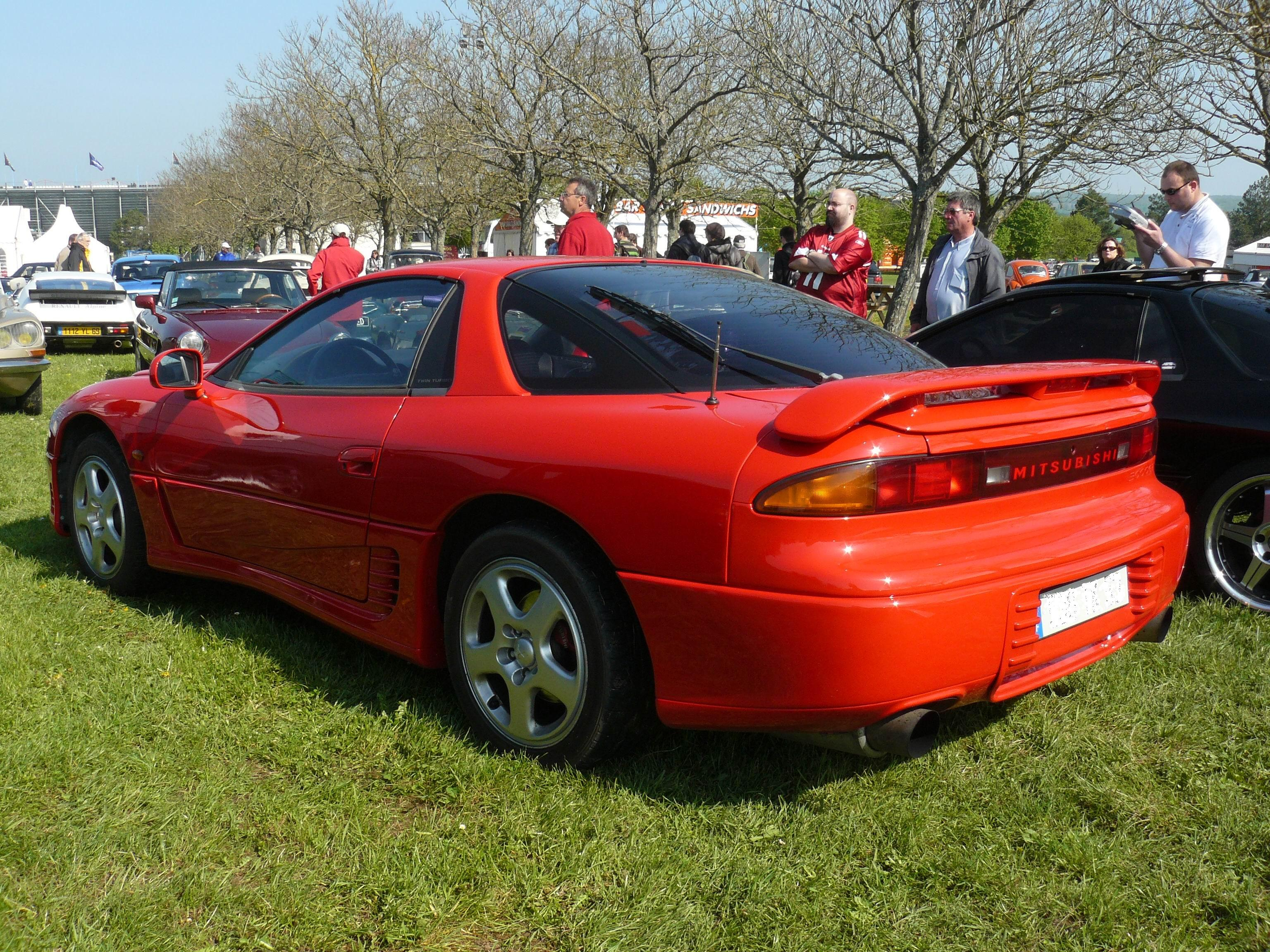
Vue arrière d'une Mitsubishi 3000 GT (1990-1993)

La Mitsubishi 3000 GT (également vendue sous le nom Dodge Stealth aux États-Unis et au Canada et Mitsubishi GTO au Japon ) est une voiture de sport sortie d'usine en 1990. Elle est dotée de 4 roues motrices et directrices ainsi que d'un moteur performant. Sa commercialisation en Europe fut difficile à cause d'une forte concurrence et d'une image de marque faible. Elle fut déclinée en trois versions : Base, SL et Twinturbo. 

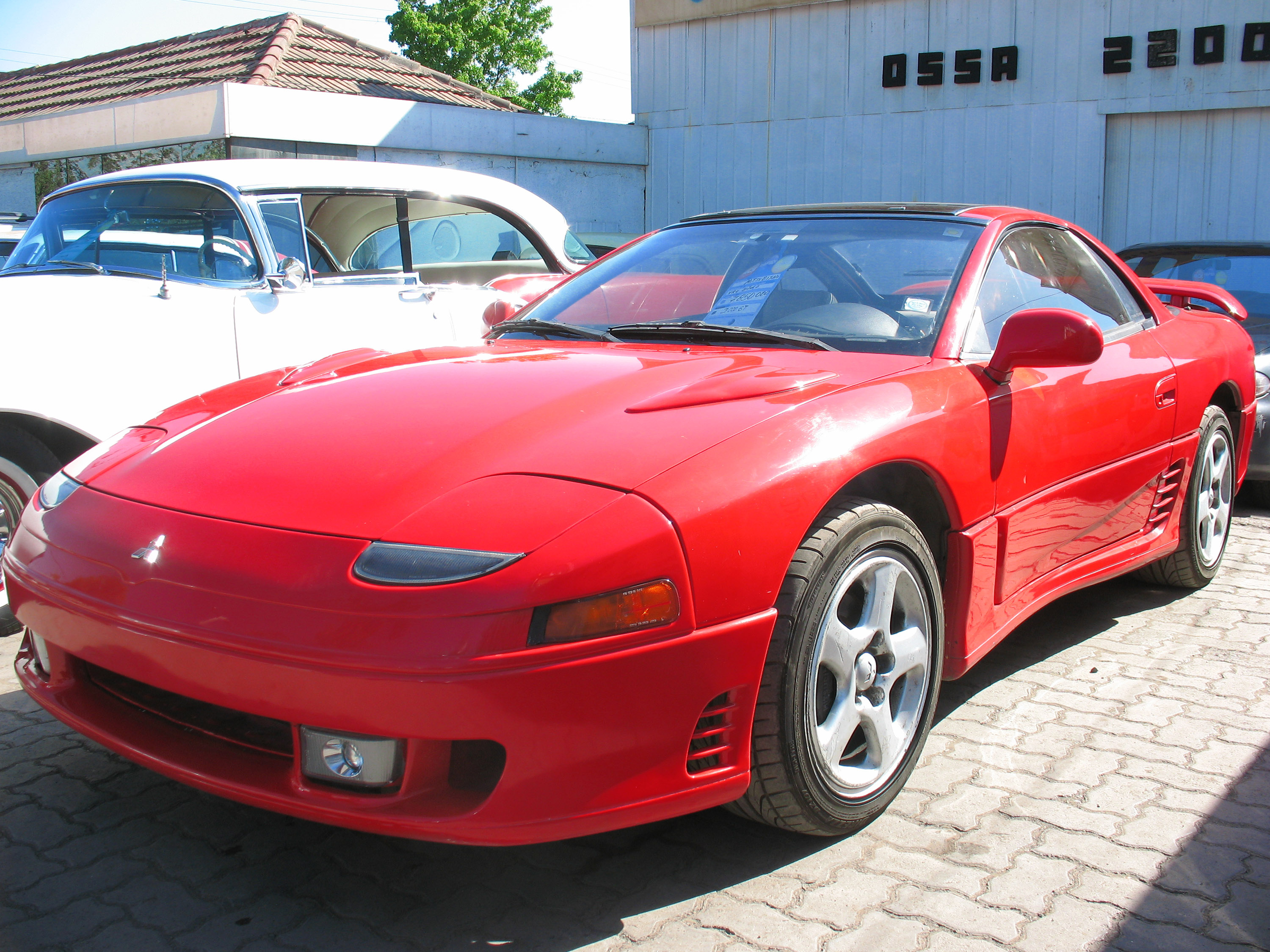
Mitsubishi 3000 GT (1990-1993)

La première fut dotée d'un V6 3 litres, simple came, 12 soupapes développant 162 ch DIN, la seconde d'un V6 3.0 24s (twin cam) atmosphérique développant 225 ch DIN. La troisième, dotée du même V6 3.0 24s, fut propulsée par deux turbos basse pression Mitsubishi (2 x + 0.69 bar) développant 320 ch DIN. Elles sont réapparues toutes deux en 1994 avec un nouveau design plus agressif et épuré qui fut la phase deux de ce modèle, reconnaissable grâce à la perte de ses phares escamotables, ainsi que des pare-chocs et bas de caisses modifiés. Elle gagna une transmission manuelle Getrag à 6 rapports ainsi que quelques options (lave-phare…) et un intérieur redessiné. Puis une phase trois lui succéda avec là encore quelques modifications esthétiques. Les 4 sorties d'échappements renforcent son style sportif et la sonorité laissant augurer du potentiel du V6. L'électronique est omniprésente. On trouve sur le véhicule une suspension pilotée, un anti-patinage, et différents capteurs utilisés pour déterminer l'angle de braquage des roues arrière. Ces capteurs se basent sur un système qui évalue le niveau d'adhérence du sol, l'angle de braquage du volant, l'accélération tangentielle appliquée à la voiture et l'état des suspensions (Cf : "l'automobile sportive").
En 1994, la 3000 GT est restylée. Elle reçoit de nouveaux feux à l'avant qui remplace les pop-up. Une boite à 6 rapports et un airbag passager seront également ajoutés.

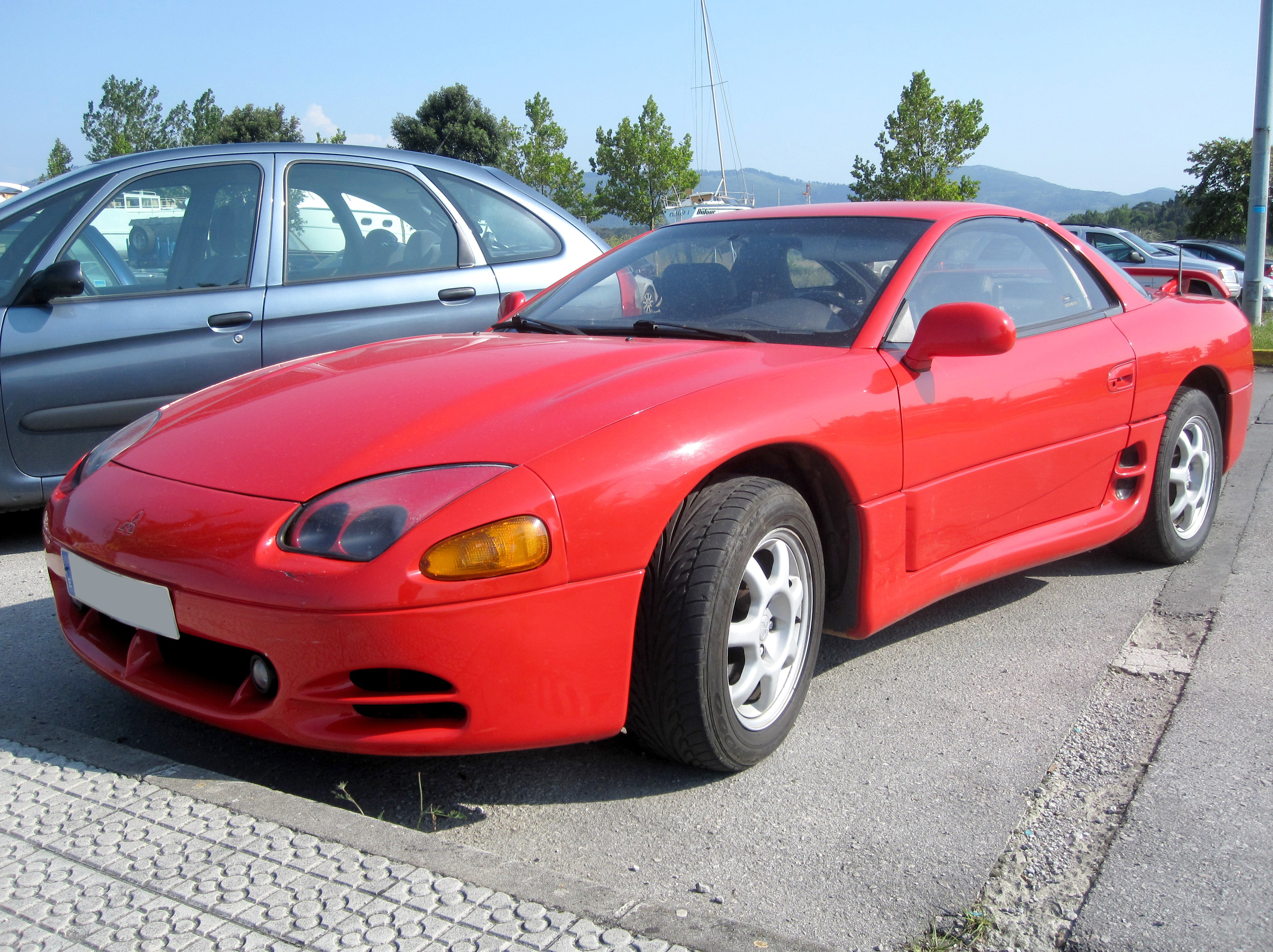
Mitsubishi 3000 GT (1994-1998)

De 1994 à 1997, une version décapotable au toit rigide, la 3000 GT Spyder SL et 3000 GT Spyder VR4 (Twinturbo) furent commercialisées en quantité limitée aux États-Unis et au Japon.
En 1999, La 3000 GT est restylée une seconde fois et la version VR-4 reçoit un nouveau aileron plus massif.
En 2000, l'auto est uniquement disponible au japon. Elle disparaitra la même année.

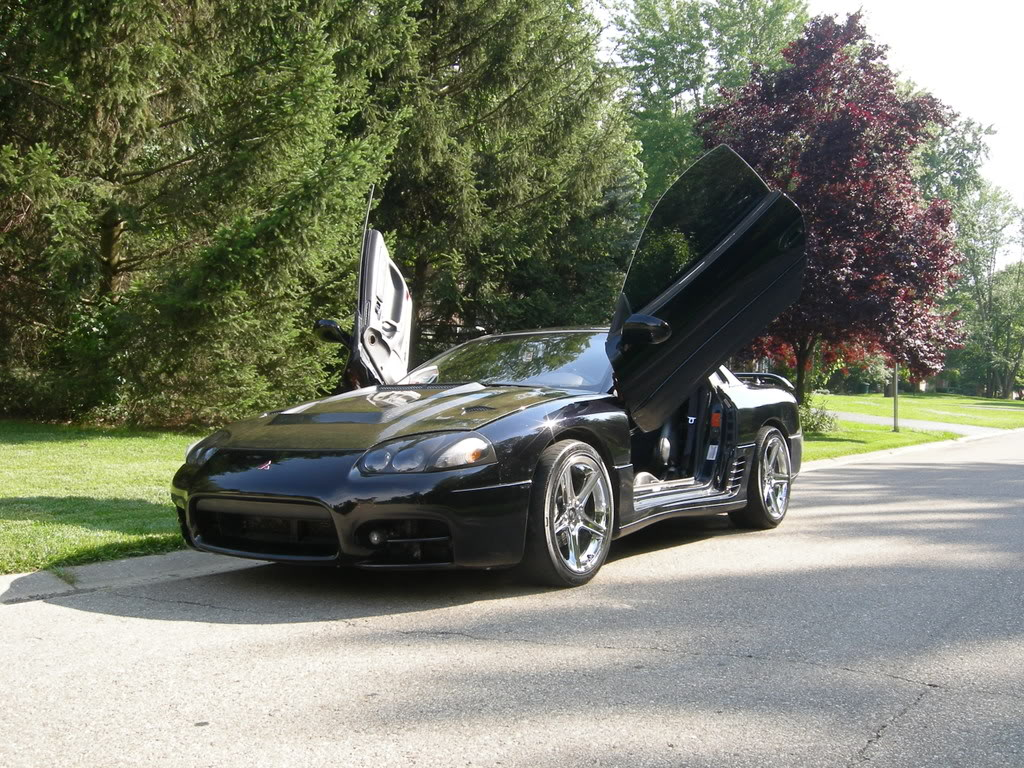
Mitsubishi 3000 GT (1999-2000) [Portes non d'origine

]
| Production         |         |
| ------------------ | ------- |
| 3000 GT / GTO      | 70 612  |
| Dodge Stealth      | 65 303  |
| 3000 GT / GTO VR-4 | 15 539  |
| Total              | 151 454 |

## Dodge Stealth

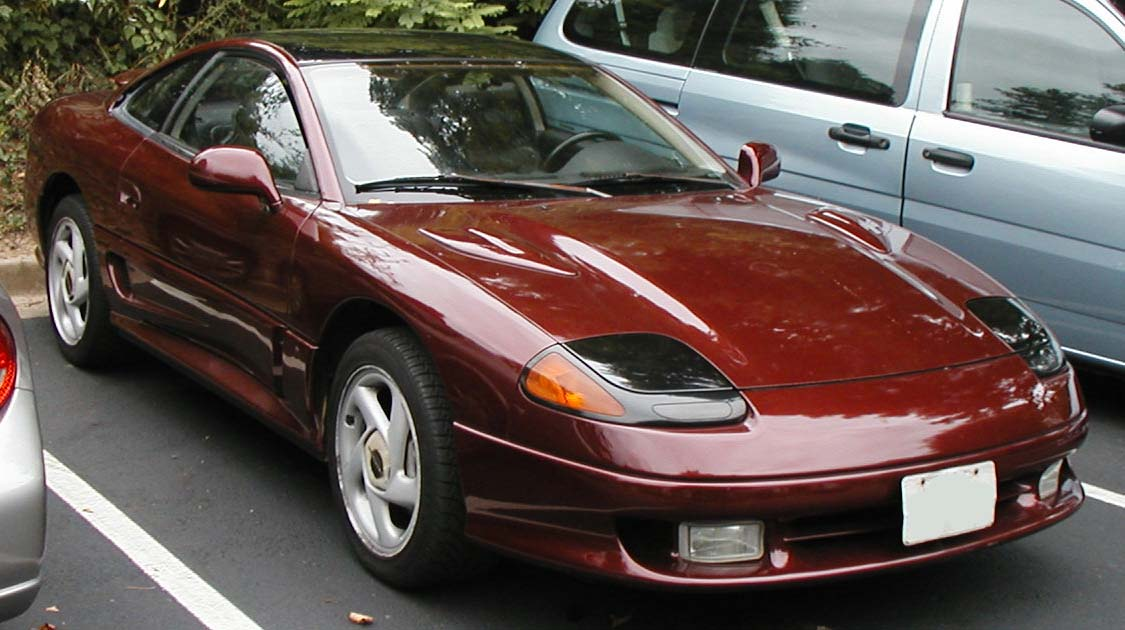
Dodge Stealth de 1991.

La Dodge Stealth était une 3000 GT recarrossée par la marque Dodge pour le marché américain. Elle fut vendue en quatre niveaux de finition, base, ES, R/T et R/T Turbo ; ce dernier était une version bi-turbo du moteur 3 litres Mitsubishi qui était aussi vendu dans les monospaces Chrysler en version atmosphérique ; la traction intégrale était de série sur cette finition, ainsi que les quatre roues directrices et l'ABS.
Les principales différences n'étaient qu'esthétiques.
La carrosserie de la Dodge Stealth était aérodynamique, avec un coefficient de traînée de 0,33 ; le spolier, placé juste derrière la lunette arrière, était de série. La version R/T Turbo avait des entrées de radiateur et de refroidisseur intermédiaire dans l'entrée d'air avant.
La Dodge Stealth de 1991 était censée être la "Pace Car" de l'Indy 500 et est restée la Pace Car officielle, mais les tollés suscités par un véhicule fabriqué au Japon en train d'ouvrir l'"America's Race" ont empêché que cela se produise, et une Dodge Viper a été assemblée à la hâte pour prendre sa place. Sur les dernières années de production, les ventes ont baissé car les Américains n'appréciaient pas que Dodge vende une japonaise en la faisant passer pour une voiture américaine. Par conséquent, en 1996, la Stealth est retirée de la gamme. Elle est remplacée par la Mitsubishi 3000 GT, c'est la même voiture mais elle n'est pas fabriquée chez Dodge mais directement au Japon.